# Paragus karnaliensis
Paragus karnaliensis är en tvåvingeart som beskrevs av Claussen och Weipert 2004. Paragus karnaliensis ingår i släktet stäppblomflugor, och familjen blomflugor.
Artens utbredningsområde är Nepal. Inga underarter finns listade i Catalogue of Life.